# شرطی اکید
در منطق، یک شرطی اکید، یک شرطی است که تحت سیطره یک عملگر وجهی است؛ یعنی یک رابط منطقی از منطق موجهات. آنها از نظر منطقی، هم‌ارز با شرطی مادی از منطق کلاسیک هستند که با عملگر ضرورت از منطق موجهات ترکیب شده است. برای هر دو گزاره p و q، فرمول p → q می‌گوید که p به طور مادی نتیجه می‌دهد q را در حالی که {\displaystyle \Box (p\rightarrow q)} می‌گوید که p، اکیداً q را نتیجه می‌دهد. شرطی‌های اکید، نتیجه تلاش کلارنس ایروینگ لوئیس برای پیدا کردن یک شرطی برای منطق است که می‌تواند به اندازه کافی بیانگر شرطی اخباری در زبان طبیعی باشد. آنها همچنین در مطالعه الهیات مونولیستی مورد استفاده قرار گرفته‌اند.